# فرقان أولاش ميميش
فرقان أولاش ميميش (بالتركية: Furkan Ulaş Memiş)‏ (مواليد 22 أبريل 1991) هو ملاكم تركي، مثّل بلاده في الألعاب الأولمبية الصيفية 2008.

## روابط خارجية
فرقان أولاش ميميش على موقع أوليمبيديا (الإنجليزية)